# Amt Rochlitz
Das Amt Rochlitz war eine im Leipziger Kreis gelegene territoriale Verwaltungseinheit des Kurfürstentums Sachsen. Bis zum Ende der sächsischen Ämterverfassung im Jahr 1856 bildete es den räumlichen Bezugspunkt für die Einforderung landesherrlicher Abgaben und Frondienste, für Polizei, Rechtsprechung und Heeresfolge. Verwaltungssitz war das Schloss Rochlitz.

## Geographische Lage
Das Amt war das südlichste Amt des  Leipziger Kreises. Es lag nördlich der Stadt Chemnitz. Das Amt Rochlitz wurde von der Zwickauer Mulde im Westen und der Zschopau im Osten durchflossen. Mehrere Exklaven befanden sich in den südlich liegenden Ämtern, eine Exklave lag südlich von Mutzschen.
Das ehemalige Amtsgebiet liegt heute im Norden des Landkreises Mittelsachsen, nur ein kleiner Teil im Westen gehört zum Landkreis Leipzig.

## Angrenzende Verwaltungseinheiten
Die Angabe angrenzender Herrschaften erfolgt unter Vernachlässigung der Exklaven der Ämter. Im Bereich der Stadt Mittweida grenzte das Amt an mehrere Exklaven folgender Ämter: Amt Nossen, Kreisamt Meißen, Kreisamt Freiberg.
| Amt Colditz            | Amt Leisnig                                        | Amt Döbeln (ab 1558 zum Amt Leisnig) |
| Amt Borna              | Kompassrose, die auf Nachbargemeinden zeigt        | Amt Nossen                           |
| Herrschaft Wechselburg | Herrschaft Neusorge (ab 1610 zum Amt Augustusburg) | Amt Frankenberg-Sachsenburg          |

## Geschichte

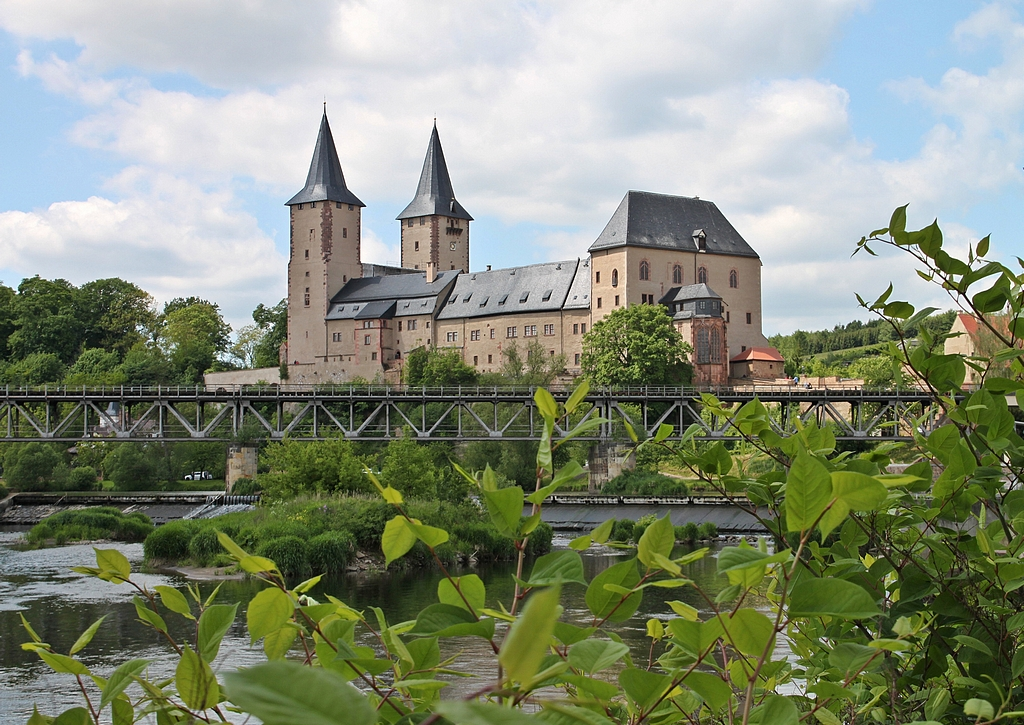
Schloss Rochlitz, Verwaltungssitz des Amtes Rochlitz

### Geschichte der Herrschaft Rochlitz bis 1143
In mittel- und spätslawischer Zeit bildete die Burg Rochlitz das Zentrum des slawischen Kleingaus Rochlitz. Wahrscheinlich kam das Gebiet an der Zwickauer Mulde unter König Heinrich I. unter deutsche Herrschaft. In der zweiten Hälfte des 10. Jahrhunderts erfolgte die Einrichtung eines Burgwards, dessen Mittelpunkt die Burg Rochlitz bildete.
Im Jahr 995 wird das Gebiet Rochlitz in einer Urkunde Kaiser Ottos III. erstmals schriftlich erwähnt, als nach der Auflösung des Bistums Merseburg die Zwickauer Mulde als Grenze der Bistümer Naumburg und Meißen bestimmt wurde.
Die Burganlage Rochlitz – ursprünglich sicherlich Reichsgut – und das Umland gelangten um 1000 als Allodialbesitz an Markgraf Ekkehard von Meißen.
1046 gelangten die ekkehardinischen Besitzungen durch Heimfall wieder an das Reich und wurden durch König Heinrich III. mit dem übrigen Reichsgut an der Mulde zusammengefasst, zu dem neben Rochlitz auch die Burgwarde Colditz, Leisnig, Polkenberg und Döben (Grobi) gehörten.

### Die Herrschaft Rochlitz von 1143 bis 1210
Im Jahr 1143 erhielt Markgraf Konrad I. von Meißen die Burg und das Land Rochlitz (provincia Rochelez) durch Schenkung König Konrads III. zu Eigen. Damit geriet die Burg und die Herrschaft an das Haus Wettin, wo sie bis 1918 verblieb.
Unter der Herrschaft von Dedo V. dem Feisten erfolgte der Landesausbau im Rochlitzer Land und kurz nach 1160 die Gründung des Klosters Zschillen. Unterhalb der Burg Rochlitz wurde durch Dedo oder einen seiner Söhne Dietrich und Konrad die Rechtsstadt Rochlitz mit der Stadtkirche St. Kunigunde gegründet.
Nach dem Aussterben der Rochlitzer Linie im Mannesstamm fiel die Grafschaft 1210 an die Hauptlinie der Wettiner zurück und wurde durch Markgraf Dietrich von Meißen wieder in die Markgrafschaft Meißen eingegliedert. Rochlitz blieb ein bedeutender befestigter Punkt im Rahmen der wettinischen Gesamtherrschaft und Verwaltungssitz des Rochlitzer Amtes, doch dürfte es insgesamt zu einem Bedeutungsabfall gekommen sein.

### Das Amt Rochlitz 1210 bis 1856
Nach der Leipziger Teilung 1485 gehörte das Amt Rochlitz zur albertinischen Linie der Wettiner. 1537 überwies der sächsisch-albertinische Herzog Georg der Bärtige das Amt Rochlitz zusammen mit der zurückgekauften Herrschaft Kriebstein der Witwe seines am 11. Januar 1537 verstorbenen älteren Sohnes Johann, der Herzogin Elisabeth, geborene Landgräfin zu Hessen, die nach ihrem Witwensitz, von da ab gewöhnlich als Herzogin Elisabeth von Rochlitz bezeichnet wurde. In ihrem Gebiet gestattete Elisabeth seit 1537 die lutherische Lehre, als ihr Schwiegervater im übrigen albertinischen Herzogtum Sachsen noch streng am Katholizismus festhielt. Im Jahr 1543 beauftragte der Herzog seinen Beamten Wolf von Schönberg, mit Elisabeth über die baldige Abtretung Kriebsteins zu verhandeln. Die Verhandlungen führten zum Erfolg. 1588 erwarb der sächsische Kurfürst Christian I. die Carlowitzschen Besitzungen der ehemaligen Herrschaft Kriebstein und integrierte sie endgültig in das Amt Rochlitz.
Die Gegend um das zur Zeit der Reformation säkularisierte Kloster Geringswalde, welche seit 1182 ein reichsunmittelbares Gebiet im Besitz der Herren von Schönburg war, wurde 1590 an das Kurfürstentum Sachsen abgetreten und in das Amt Rochlitz integriert.
1832 wurde die Stadt Mittweida mit drei umliegenden Orten dem Amt Frankenberg-Sachsenburg angegliedert. Die Exklaven des Amts Rochlitz kamen in dieser Zeit an die ihnen anliegenden Ämter. Im Jahr 1835 wurden dem Amt Rochlitz die von den Schönburgern erworbenen Lehnsherrschaften Penig, Rochsburg und Wechselburg angegliedert. Das Justizamt Rochlitz bestand bis 1856. Nachfolger wurden die sieben Gerichtsämter Rochlitz, Mittweida, Waldheim, Hartha, Geringswalde, Geithain und Penig.

## Bestandteile des Amts Rochlitz

### Orte des Amts Rochlitz
Städte
- Rochlitz
- Geithain
- Mittweida

Dörfer
- Altdorf
- Altmittweida (Rochlitzer Anteil)
- Beedeln
- Bernsdorf
- Biesern
- Breitenborn
- Bruchheim (Rochlitzer Anteil)
- Carsdorf
- Ceesewitz
- Doberenz
- Döhlen
- Dölitzsch
- Erlau (Rochlitzer Anteil, ab 1830 vollständig)
- Fischheim
- Niederfrankenhain (Rochlitzer Anteil)
- Oberfrankenhain (Rochlitzer Anteil)
- Frauendorf (Rochlitzer Anteil)
- Gepülzig mit Neugepülzig (1799: Schenckhäuser)
- Gröblitz
- Gröbschütz
- Großmilkau
- Haide (Vorwerk)
- Hermsdorf (bei Geithain) (Rochlitzer Anteil)
- Hermsdorf (bei Zettlitz) (früher: Hochhermsdorf)
- Kleinmilkau mit Neumilkau
- Kockisch (bis 1794)
- Kolka
- Kolkau
- Koltzschen
- Königsfeld
- Köttern
- Köttwitzsch
- Liebenhain (nach 1606)
- Mark Ottenhain und (Neu-)Ottenhain (beide anteilig)
- Methau
- Meusen
- Mutzscheroda
- Narsdorf
- Naundorf
- Neudörfchen (Mittweida) (nach 1606)
- Neudörfchen (Seelitz)
- Neuwallwitz (Ende des 18. Jahrhunderts angelegt)
- Neuwerder
- Niederpickenhain (Rochlitzer Anteil)
- Nöbeln
- Noßwitz mit Hellerdorf
- Obergräfenhain
- Oberpickenhain (Rochlitzer Anteil)
- Ossa
- Penna
- Poppitz
- Pürsten
- Rößgen (bis 1794)
- Seebitzschen
- Rathendorf (Rochlitzer Anteil)
- Sachsendorf
- Schönfeld
- Schwarzbach (Rochlitzer Anteil)
- Seebitzschen
- Seelitz
- Seifersdorf (Rochlitzer Anteil)
- Sörnzig
- Spernsdorf
- Städten
- Steudten
- Stöbnig
- Stollsdorf
- Terpitzsch
- Nieder-Thalheim
- Ober-Thalheim (bis 1548)
- Wenigossa (nach 1548 zum Amt Borna)
- Weiditz
- Weinsdorf (nach 1606)
- Weißbach
- Wickershain
- Winkeln (vor 1843 zum schönburgischen Amt Wechselburg)
- Wittgendorf
- Zaßnitz
- Zetteritz
- Zettlitz
- Zöllnitz
- Zschaagwitz mit Neuzschaagwitz
- Zschauitz
- Zschoppelshain

Exklaven
- Auerswalde (Rochlitzer Anteil; nach 1832 zum Amt Lichtenwalde/Amt Augustusburg)
- Altchemnitz (Rochlitzer Anteil; Exklave im Amt Chemnitz)
- Altendorf (Rochlitzer Anteil; Exklave im Amt Chemnitz)
- Mittelfrohna (Rochlitzer Anteil) mit Fichtigsthal (beide nach 1832 zum Amt Chemnitz)
- Mühlau (Rochlitzer Anteil)
- Nieder-Garnsdorf (nach 1832 zum Amt Lichtenwalde/Amt Augustusburg)
- Zschannewitz (Ablaß) (Exklave)

### Orte des Amts Rochlitz, die vor 1590 Besitz des schönburgischen Klosters Geringswalde waren
Rittergüter und Klöster
- Rittergut Geringswalde, entstanden aus dem säkularisierten Kloster Geringswalde

Städte
- Geringswalde

Dörfer
- Aitzendorf
- Altgeringswalde
- Aschershain
- Dittmannsdorf
- Flemmingen
- Hilmsdorf
- Hoyersdorf
- Langenau (Exklave)
- Schönerstädt (Exklave)
- Theesdorf

## Orte der Herrschaft Kriebstein
Burgen
- Burg Kriebstein

Städte
- Hartha
- Waldheim

Dörfer
- Arras
- Beerwalde
- Ehrenberg
- Erlau (Kriebsteiner Anteil)
- Erlebach (nach 1606)
- Gebersbach (Kriebsteiner Anteil)
- Gilsberg
- Grünberg
- Heiligenborn
- Höckendorf
- Höfchen
- Holzhausen
- Kaiserburg
- Knobelsdorf (Kriebsteiner Anteil)
- Kriebethal
- Lichtenberg (anteilig)
- Massanei
- Meinsberg
- Neudörfchen (Erlau)
- Neuhausen
- Neumilkau
- Neuschönberg
- Niedercrossen
- Obercrossen
- Oberrauschenthal
- Reichenbach
- Reinhardtsthal (Ende des 18. Jahrhunderts angelegt)
- Reinsdorf
- Richzenhain
- Saalbach
- Schönberg
- Schweikershain
- Steina
- Storlwald
- Tanneberg
- Unterrauschenthal
- Vierhäuser

Exklaven
- Moosheim (Exklave im Amt Nossen)
- Pischwitz (Exklave im Amt Leisnig)